# Йоганс Маршалл
Йоганс Маршалл (англ. Yohance Marshall, нар. 22 січня 1986 року, Дієго Мартін, Тринідад і Тобаго) — тринідадський футболіст, захисник збірної Тринідаду і Тобаго.

## Кар'єра

### Клубна
На батьківщині Йоганс навчався в коледжі св. Антонія. У ньому він, як і багато його товаришів, почав займатися футболом. У 2005 році Маршалл вступив в Південно-Флоридський університет, де продовжив грати в ньому.
У 2009 році з перспективним захисником уклав контракт клуб MLS «Лос-Анджелес Гелаксі». Однак за два роки перебування в команді, Маршалл лише двічі з'являвся на полі. Більшість часу він проводив в оренду, граючи за «Остін Ацтекс» в USL-1. В подальшому зробити собі кар'єру в американській першості у захисника не вийшло. Маршал не зміг заграти в жодній з команд.
У 2014 році футболіст повернувся на батьківщину. Там він виступає за клуб «Сентрал». До свого приїзду в Тринідад і Тобаго, Йоханс Маршалл встиг також трохи пограти в екзотичних першостях Таїланду і М'янми.

### У збірній
За збірну Тринідаду і Тобаго Маршалл дебютував 10 жовтня 2010 року в товариському матчі проти збірної Ямайки. У її складі він брав участь у розіграші двох Карибських кубків 2010 і 2014 роки, а також Золотому кубку КОНКАКАФ 2015 року.

## Досягнення
- Володар MLS Supporters' Shield (1): 2010.